# Campeonato Uruguayo Femenino Divisional B 2021
El Campeonato Uruguayo Femenino Divisional B es el 6.° torneo de segunda división del fútbol femenino uruguayo organizado por la AUF.
El torneo comenzó el 5 de septiembre y finalizó el 19 de diciembre.

## Equipos participantes

### Ascensos y descensos
Un total de 15 equipos disputarán el campeonato, incluyendo 13 equipos de la temporada pasada más 2 equipos descendidos de la Primera División Femenina.
| Club         | Ascendido como                   |
| ------------ | -------------------------------- |
| Racing       | Campeón Segunda División 2020    |
| Club Náutico | Subcampeón Segunda División 2020 |

| Club                  | Descendido como              |
| --------------------- | ---------------------------- |
| San Jacinto-Rentistas | 4.º Lugar zona descenso 2020 |
| Progreso              | 5.º Lugar zona descenso 2020 |

### Datos de los equipos
| Club                   | Localía    | Fundacion               | Estadio                     | Capacidad | Temporadas | Temporadas consecutivas | Debut | Títulos | 2020          |
| ---------------------- | ---------- | ----------------------- | --------------------------- | --------- | ---------- | ----------------------- | ----- | ------- | ------------- |
| Plaza Colonia          | Colonia    | 22 de abril de 1917     | Estadio Alberto Suppici     | 15 000    | 1          | 1                       | 2020  | 0       | 11º           |
| Montevideo Wanderers   | Montevideo | 15 de agosto de 1902    | Parque Alfredo V. Viera     | 15 000    | 3          | 3                       | 2018  | 0       | 8º            |
| Udelar                 | Montevideo | -                       | -                           | -         | 5          | 5                       | 2016  | 0       | 7°            |
| Boston River           | Montevideo | 20 de febrero de 1939   | -                           | -         | 3          | 3                       | 2018  | 0       | 4º            |
| Canadian               | Montevideo | 14 de febrero de 2011   | Estadio Julio César Abbadie | -         | 3          | 3                       | 2018  | 0       | 6º            |
| Cerro                  | Montevideo | 1 de diciembre de 1922  | Monumental Luis Tróccoli    | 25 000    | 2          | 2                       | 2019  | 0       | 5º            |
| Rampla Juniors         | Montevideo | 7 de enero de 1914      | Estadio Olímpico            |           | 2          | 2                       | 2019  | 0       | 13º           |
| Juventud               | Canelones  | 24 de diciembre de 1935 | Parque Artigas              | 12 000    | 3          | 2                       | 2017  | 0       | 12º           |
| San José               | San José   | -                       | Estadio Martinez Laguarda   | 3 810     | 2          | 2                       | 2019  | 0       | 13º           |
| Keguay                 | Canelones  | 25 de agosto de 2000    | Parque Keguay               | -         | 2          | 2                       | 2019  | 0       | NC            |
| Montevideo City Torque | Montevideo | 26 de diciembre de 2007 | Complejo Torque             | -         | -          | -                       | 2021  | 0       |               |
| Parque del Plata       | Canelones  | 17 de mayo de 1948      | Parque el Balneario         | 2.000     | 1          | 1                       | 2020  | 0       | 9º            |
| Progreso               | Montevideo | 30 de abril de 1917     | Abraham Paladino            | 5 400     | 1          | -                       | 2018  | 1       | Decrecimiento |
| San Jacinto Rentistas  | Canelones  | 26 de marzo de 1933     | Complejo Rentistas          | 10 600    | 1          | -                       | 2017  | 1       | Decrecimiento |
| Villa Española         | Montevideo | 18 de agosto de 1940    | Obdulio Varela              | 8 000     | -          | -                       | 2021  | 0       |               |

## Sorteo
El orden de los números asignados a cada club determinará los cruces entre los equipos.
| Serie 1 |                        |
| #       | Equipo                 |
| 1       | Boston River           |
| 2       | Canadian               |
| 3       | Keguay                 |
| 4       | Montevideo City Torque |
| 5       | Progreso               |
| 6       | Rampla Juniors         |
| 7       | San José               |
| 8       | UdelaR                 |

| Serie 2 |                       |
| #       | Equipo                |
| 1       | Cerro                 |
| 2       | Juventud              |
| 3       | Montevideo Wanderers  |
| 4       | Parque del Plata      |
| 5       | Plaza Colonia         |
| 6       | San Jacinto Rentistas |
| 7       | Villa Española        |

## Primera fase

### Serie 1
| Pos. | Equipo                 | Pts. | PJ | G | E | P | GF | GC | Dif. |  |
| ---- | ---------------------- | ---- | -- | - | - | - | -- | -- | ---- |  |
| 1    | Montevideo City Torque | 21   | 7  | 7 | 0 | 0 | 42 | 3  | +39  |  |
| 2    | San José               | 15   | 7  | 5 | 0 | 2 | 44 | 10 | +34  |  |
| 3    | Boston River           | 15   | 7  | 5 | 0 | 2 | 15 | 8  | +7   |  |
| 4    | UdelaR                 | 13   | 7  | 4 | 1 | 2 | 11 | 14 | −3   |  |
| 5    | Canadian               | 9    | 7  | 3 | 0 | 4 | 12 | 17 | −5   |  |
| 6    | Rampla Juniors         | 7    | 7  | 2 | 1 | 4 | 10 | 21 | −11  |  |
| 7    | Keguay                 | 3    | 7  | 1 | 0 | 6 | 6  | 31 | −25  |  |
| 8    | Progreso               | 0    | 7  | 0 | 0 | 7 | 1  | 37 | −36  |  |

Actualizado a los partidos jugados el 4 de noviembre de 2021.
 Fuente: AUF
|  | Clasificado a la Ronda por el ascenso     |
|  | Clasificado a la Ronda por la permanencia |

### Serie 2
| Pos. | Equipo                | Pts. | PJ | G | E | P | GF | GC | Dif. |  |
| ---- | --------------------- | ---- | -- | - | - | - | -- | -- | ---- |  |
| 1    | Montevideo Wanderers  | 18   | 6  | 6 | 0 | 0 | 24 | 2  | +22  |  |
| 2    | San Jacinto Rentistas | 12   | 6  | 4 | 0 | 2 | 27 | 8  | +19  |  |
| 3    | Parque del Plata      | 12   | 6  | 4 | 0 | 2 | 11 | 8  | +3   |  |
| 4    | Cerro                 | 10   | 6  | 3 | 1 | 2 | 13 | 10 | +3   |  |
| 5    | Plaza Colonia         | 6    | 6  | 2 | 0 | 4 | 8  | 18 | −10  |  |
| 6    | Juventud              | 4    | 6  | 1 | 1 | 4 | 8  | 15 | −7   |  |
| 7    | Villa Española        | 0    | 6  | 0 | 0 | 6 | 3  | 33 | −30  |  |

Actualizado a los partidos jugados el 4 de noviembre de 2021.
 Fuente: AUF
|  | Clasificado a la Ronda por el ascenso     |
|  | Clasificado a la Ronda por la permanencia |

## Resultados
| Progreso                        | 0:2  | Boston River         | Parque Ancap                | 5 de septiembre | 9:00  | Serie 1 |
| Canadian                        | 0:2  | UdelaR               | Estadio Julio César Abbadie | 5 de septiembre | 10:00 | Serie 1 |
| Montevideo City Torque          | 10:0 | Keguay               | Complejo Torque             | 5 de septiembre | 15:00 | Serie 1 |
| San José                        | 5:1  | Rampla Juniors       | Estadio Olímpico            | 5 de septiembre | 15:30 | Serie 1 |
| Parque del Plata                | 3:0  | Juventud             | Parque El Balneario         | 5 de septiembre | 15:00 | Serie 2 |
| Cerro                           | 0:4  | Montevideo Wanderers | Monumental Luis Tróccoli    | 5 de septiembre | 15:30 | Serie 2 |
| San Jacinto Rentistas           | 5:0  | Plaza Colonia        | Complejo Rentistas          | 5 de septiembre | 16:00 | Serie 2 |
| Libre: Villa Española (Serie 2) |      |                      |                             |                 |       |         |

| Progreso                               | 0:11 | Montevideo City Torque | Parque Ancap           | 19 de septiembre | 9:00  | Serie 1 |
| Boston River                           | 2:1  | Canadian               | Complejo Boston River  | 19 de septiembre | 15:00 | Serie 1 |
| Keguay                                 | 1:8  | San José               | Parque Keguay          | 19 de septiembre | 15:00 | Serie 1 |
| Rampla Juniors                         | 2:2  | UdelaR                 | Campeones olímpicos    | 19 de septiembre | 15:00 | Serie 1 |
| Villa Española                         | 0:3  | Cerro                  | Complejo La Familia    | 18 de septiembre | 16:00 | Serie 2 |
| Montevideo Wanderers                   | 3:0  | Juventud               | Complejo Devoto        | 19 de septiembre | 14:30 | Serie 2 |
| Plaza Colonia                          | 0:1  | Parque del Plata       | Complejo Milton Gonnet | 19 de septiembre | 15:30 | Serie 2 |
| Libre: San Jacinto Rentistas (Serie 2) |      |                        |                        |                  |       |         |

| Canadian                       | 4:2  | Rampla Juniors        | Parque Keguay     | 3 de octubre | 10:00 | Serie 1 |
| Keguay                         | 3:0  | Progreso              | Parque Keguay     | 3 de octubre | 14:30 | Serie 1 |
| Montevideo City Torque         | 3:0  | Boston River          | Complejo Torque   | 3 de octubre | 16:00 | Serie 1 |
| UdelaR                         | 1:5  | San José              | Parque Keguay     | 3 de octubre | 17:30 | Serie 1 |
| Parque del Plata               | 0:2  | Montevideo Wanderers  | Charrúa           | 1 de octubre | 20:30 | Serie 2 |
| Juventud                       | 2:2  | Cerro                 | Complejo Juventud | 3 de octubre | 9:00  | Serie 2 |
| Villa Española                 | 0:12 | San Jacinto Rentistas | Charrúa           | 3 de octubre | 17:30 | Serie 2 |
| Libre: Plaza Colonia (Serie 2) |      |                       |                   |              |       |         |

| Montevideo City Torque    | 7:0 | UdelaR                | Complejo Torque           | 6 de octubre  | 21:30 | Serie 1 |
| San José                  | 8:0 | Canadian              | Estadio Martinez Laguarda | 10 de octubre | 11:00 | Serie 1 |
| Rampla Juniors            | 3:1 | Progreso              | Parque Keguay             | 10 de octubre | 16:00 | Serie 1 |
| Boston River              | 4:1 | Keguay                | Parque Keguay             | 10 de octubre | 18:00 | Serie 1 |
| Plaza Colonia             | 3:1 | Villa Española        | Complejo Milton Gonnet    | 10 de octubre | 10:00 | Serie 2 |
| Cerro                     | 0:2 | Parque del Plata      | Estadio Luis Troccoli     | 10 de octubre | 14:00 | Serie 2 |
| Montevideo Wanderers      | 2:1 | San Jacinto Rentistas | Complejo Devoto           | 10 de octubre | 16:00 | Serie 2 |
| Libre: Juventud (Serie 2) |     |                       |                           |               |       |         |

| Progreso                          | 0:13 | San José               | Parque Ancap                | 16 de octubre | 16:30 | Serie 1 |
| Canadian                          | 0:2  | Montevideo City Torque | Estadio Julio César Abbadie | 17 de octubre | 11:30 | Serie 1 |
| Keguay                            | 0:2  | Rampla Juniors         | Parque Keguay               | 17 de octubre | 14:30 | Serie 1 |
| UdelaR                            | 1:0  | Boston River           | Parque Keguay               | 17 de octubre | 17:00 | Serie 1 |
| San Jacinto Rentistas             | 1:5  | Cerro                  | Charrúa                     | 17 de octubre | 13:00 | Serie 2 |
| Juventud                          | 2:3  | Plaza Colonia          | Complejo Juventud           | 17 de octubre | 15:00 | Serie 2 |
| Villa Española                    | 0:7  | Montevideo Wanderers   | Complejo La Familia         | 17 de octubre | 16:00 | Serie 2 |
| Libre: Parque del Plata (Serie 2) |      |                        |                             |               |       |         |

| San José               | 3:4 | Montevideo City Torque | Estadio Martinez Laguarda   | 24 de octubre | 11:00 | Serie 1 |
| UdelaR                 | 3:0 | Keguay                 | Parque Keguay               | 24 de octubre | 15:00 | Serie 1 |
| Boston River           | 4:0 | Rampla Juniors         | Estadio Victor Della Valle  | 24 de octubre | 15:30 | Serie 1 |
| Canadian               | 3:0 | Progreso               | Estadio Julio César Abbadie | 28 de octubre | 19:00 | Serie 1 |
| Plaza Colonia          | 1:6 | Montevideo Wanderers   | Complejo Milton Gonnet      | 24 de octubre | 15:00 | Serie 2 |
| Parque del Plata       | 1:4 | San Jacinto Rentistas  | Parque El Balneario         | 24 de octubre | 15:30 | Serie 2 |
| Juventud               | 4:0 | Villa Española         | Libertad Washington         | 27 de octubre | 20:30 | Serie 2 |
| Libre: Cerro (Serie 2) |     |                        |                             |               |       |         |

| Montevideo City Torque                | 5:0 | Rampla Juniors   | Complejo Torque        | 31 de octubre | 15:00 | Serie 1 |
| Progreso                              | 0:2 | UdelaR           | Parque Ancap           | 31 de octubre | 16:00 | Serie 1 |
| Keguay                                | 1:4 | Canadian         | Parque Keguay          | 31 de octubre | 17:00 | Serie 1 |
| Boston River                          | 3:2 | San José         | Charrúa                | 31 de octubre | 19:00 | Serie 1 |
| Plaza Colonia                         | 1:3 | Cerro            | Complejo Milton Gonnet | 31 de octubre | 12:00 | Serie 2 |
| San Jacinto Rentistas                 | 4:0 | Juventud         | Charrúa                | 31 de octubre | 14:00 | Serie 2 |
| Villa Española                        | 2:4 | Parque del Plata | Charrúa                | 31 de octubre | 16:30 | Serie 2 |
| Libre: Montevideo Wanderers (Serie 2) |     |                  |                        |               |       |         |

## Ronda por el ascenso
| Pos. | Equipo                   | Pts. | PJ | G | E | P | GF | GC | Dif. |  |
| ---- | ------------------------ | ---- | -- | - | - | - | -- | -- | ---- |  |
| 1    | Montevideo Wanderers (C) | 21   | 7  | 7 | 0 | 0 | 25 | 7  | +18  |  |
| 2    | San José (A)             | 15   | 7  | 6 | 0 | 1 | 25 | 9  | +16  |  |
| 3    | Cerro                    | 12   | 7  | 4 | 0 | 3 | 15 | 16 | −1   |  |
| 4    | San Jacinto Rentistas    | 10   | 7  | 3 | 1 | 3 | 15 | 10 | +5   |  |
| 5    | Boston River             | 10   | 7  | 2 | 1 | 4 | 9  | 9  | 0    |  |
| 6    | Montevideo City Torque   | 7    | 7  | 2 | 1 | 4 | 15 | 11 | +4   |  |
| 7    | Parque del Plata         | 6    | 7  | 2 | 0 | 5 | 8  | 29 | −21  |  |
| 8    | Udelar                   | 1    | 7  | 0 | 1 | 6 | 3  | 27 | −24  |  |

Actualizado a los partidos jugados el 20 de diciembre de 2021.
 Fuente: AUF
Notas:
1. ↑  A San José se le han descontado 3 puntos debido a la mala inclusión de una jugadora en el partido por la primera fecha ante Boston River.[2]
2. ↑  Se le suman 3 puntos a Boston River por el partido ante San José.[2]

|  | Campeón. Asciende al Campeonato Uruguayo Femenino 2022.     |
|  | Vicecampeón. Asciende al Campeonato Uruguayo Femenino 2022. |

### Partidos
- Los horarios corresponden al huso horario de Uruguay: (UTC-3).

| San Jacinto Rentistas | 5:0 | Parque del Plata       | Complejo Rentistas | 7 de noviembre | 12:00 |
| Cerro                 | 0:4 | Montevideo City Torque | Complejo Torque    | 7 de noviembre | 12:30 |
| San José              | 2:1 | Boston River           | Charrúa            | 7 de noviembre | 15:00 |
| UdelaR                | 0:1 | Montevideo Wanderers   | Charrúa            | 7 de noviembre | 20:00 |

| Cerro                  | 1:0 | San Jacinto Rentistas | Parque Keguay   | 13 de noviembre | 14:30 |
| Montevideo Wanderers   | 3:0 | Boston River          | Complejo Devoto | 14 de noviembre | 16:00 |
| Montevideo City Torque | 0:1 | San José              | Complejo Torque | 14 de noviembre | 16:00 |
| UdelaR                 | 2:4 | Parque del Plata      | Parque Keguay   | 14 de noviembre | 20:30 |

| San Jacinto Rentistas | 5:0 | UdelaR                 | Complejo Rentistas    | 20 de noviembre | 17:30 |
| San José              | 6:2 | Cerro                  | Martinez Laguarda     | 21 de noviembre | 10:00 |
| Montevideo Wanderers  | 2:1 | Parque del Plata       | Complejo Devoto       | 21 de noviembre | 16:00 |
| Boston River          | 1:0 | Montevideo City Torque | Complejo Boston River | 21 de noviembre | 16:30 |

| San Jacinto Rentistas | 0:3 | Montevideo Wanderers   | Complejo Rentistas  | 4 de diciembre | 15:30 |
| Cerro                 | 1:0 | Boston River           | Complejo Rentistas  | 5 de diciembre | 15:00 |
| Parque del Plata      | 0:6 | San José               | Parque Keguay       | 5 de diciembre | 15:00 |
| UdelaR                | 1:1 | Montevideo City Torque | Complejo La Familia | 5 de diciembre | 17:00 |

| San José              | 1:3 | Montevideo Wanderers   | Estadio Martínez Laguarda | 11 de diciembre | 16:00 |
| Boston River          | 1:2 | Parque del Plata       | Complejo Boston River     | 12 de diciembre | 10:00 |
| San Jacinto Rentistas | 1:0 | Montevideo City Torque | Complejo Rentistas        | 12 de diciembre | 15:00 |
| UdelaR                | 0:7 | Cerro                  | Complejo La Familia       | 12 de diciembre | 17:00 |

| Parque del Plata     | 1:4 | Cerro                  | Parque Keguay | 15 de diciembre | 19:30 |
| Montevideo Wanderers | 7:1 | Montevideo City Torque | Parque Viera  | 15 de diciembre | 21:00 |
| San José             | 5:3 | San Jacinto Rentistas  | Parque Keguay | 15 de diciembre | 21:30 |
| Boston River         | 5:0 | UdelaR                 | Parque Keguay | 16 de diciembre | 21:00 |

| Montevideo City Torque | 9:0 | Parque del Plata | Complejo Torque    | 19 de diciembre | 10:00 |
| Montevideo Wanderers   | 6:4 | Cerro            | Complejo Devoto    | 19 de diciembre | 16:00 |
| San Jacinto Rentistas  | 1:1 | Boston River     | Complejo Rentistas | 19 de diciembre | 17:30 |
| San José               | 4:0 | UdelaR           | Parque Keguay      | 19 de diciembre | 19:00 |

## Ronda por la permanencia
| Pos. | Equipo         | Pts. | PJ | G | E | P | GF | GC | Dif. |  |
| ---- | -------------- | ---- | -- | - | - | - | -- | -- | ---- |  |
| 1    | Plaza Colonia  | 15   | 6  | 5 | 0 | 1 | 21 | 7  | +14  |  |
| 2    | Rampla Juniors | 12   | 6  | 4 | 0 | 2 | 23 | 10 | +13  |  |
| 3    | Canadian       | 12   | 6  | 4 | 0 | 2 | 18 | 10 | +8   |  |
| 4    | Juventud       | 8    | 6  | 2 | 2 | 2 | 12 | 20 | −8   |  |
| 5    | Progreso       | 7    | 6  | 2 | 1 | 3 | 5  | 13 | −8   |  |
| 6    | Keguay         | 4    | 6  | 1 | 1 | 4 | 5  | 19 | −14  |  |
| 7    | Villa Española | 3    | 6  | 1 | 0 | 5 | 12 | 18 | −6   |  |

Actualizado a los partidos jugados el 20 de diciembre de 2021.
 Fuente: AUF
|  | Descenso |

### Partidos
- Los horarios corresponden al huso horario de Uruguay: (UTC-3).

| Villa Española  | 2:4 | Plaza Colonia | Charrúa             | 7 de noviembre  | 17:30 |
| Rampla Juniors  | 4:1 | Keguay        | Parque Keguay       | 10 de noviembre | 21:00 |
| Juventud        | 1:4 | Canadian      | Complejo Washington | 11 de noviembre | 20:00 |
| Libre: Progreso |     |               |                     |                 |       |

| Canadian        | 5:2 | Villa Española | Estadio Julio César Abbadie | 13 de noviembre | 19:00 |
| Rampla Juniors  | 1:2 | Plaza Colonia  | Campeones olímpicos         | 14 de noviembre | 15:30 |
| Keguay          | 0:2 | Progreso       | Parque Keguay               | 14 de noviembre | 18:00 |
| Libre: Juventud |     |                |                             |                 |       |

| Plaza Colonia   | 5:0 | Keguay         | Complejo Milton Gonnet | 21 de noviembre | 10:00 |
| Villa Española  | 2:5 | Rampla Juniors | Complejo La Familia    | 21 de noviembre | 16:30 |
| Progreso        | 1:1 | Juventud       | Parque Ancap           | 21 de noviembre | 17:00 |
| Libre: Canadian |     |                |                        |                 |       |

| Keguay               | 1:0 | Villa Española | Parque Keguay       | 5 de diciembre | 17:00 |
| Progreso             | 0:2 | Canadian       | Parque Ancap        | 5 de diciembre | 17:00 |
| Rampla Juniors       | 2:3 | Juventud       | Complejo Washington | 8 de diciembre | 21:30 |
| Libre: Plaza Colonia |     |                |                     |                |       |

| Juventud              | 2:2 | Keguay         | Complejo Juventud    | 12 de diciembre | 10:00 |
| Progreso              | 0:6 | Rampla Juniors | Parque Ancap         | 12 de diciembre | 10:00 |
| Plaza Colonia         | 2:0 | Canadian       | Parque Milton Gonnet | 12 de diciembre | 16:00 |
| Libre: Villa Española |     |                |                      |                 |       |

| Rampla Juniors | 5:2 | Canadian | Parque Keguay       | 14 de diciembre | 21:00 |
| Villa Española | 3:4 | Juventud | Complejo Washington | 15 de diciembre | 20:30 |
| Plaza Colonia  | w/o | Progreso |                     |                 |       |
| Libre: Keguay  |     |          |                     |                 |       |

| Progreso              | w/o | Villa Española | Parque Paladino        | 18 de diciembre | 16:00 |
| Plaza Colonia         | 8:1 | Juventud       | Complejo Milton Gonnet | 19 de diciembre | 10:00 |
| Keguay                | 0:6 | Canadian       | Parque Keguay          | 19 de diciembre | 17:00 |
| Libre: Rampla Juniors |     |                |                        |                 |       |

## Goleadoras
| Jugador           | Club                   | Goles |
| ----------------- | ---------------------- | ----- |
| Catherin Berni    | San José               | 18    |
| Agustina Viera    | Plaza Colonia          | 16    |
| Cecilia de Armas  | San José               | 15    |
| Cecilia Peraza    | San José               | 15    |
| Agustina Muñoz    | Montevideo City Torque | 14    |
| Tatiana Labraga   | Canadian               | 13    |
| Florencia Garrido | Montevideo City Torque | 10    |
| Melisa Molina     | Cerro                  | 10    |
| Manuela López     | Montevideo Wanderers   | 10    |